# Danny Leyva
Danny Leyva, né le 5 mai 2003 à Las Vegas, est un joueur américain de soccer. Il joue au poste de milieu de terrain aux Sounders de Seattle.

## Biographie

### En club
Le 24 avril 2023, il est prêté aux Rapids du Colorado pour la saison 2023 de Major League Soccer.

### En sélection
Avec les moins de 17 ans, il participe au championnat de la CONCACAF des moins de 17 ans en 2019. Les joueurs américains s'inclinent en finale face au Mexique.

## Palmarès

### En club
Sounders de Seattle
- Vainqueur de la Coupe MLS en 2019
- Vainqueur de la Ligue des champions de la CONCACAF en 2022
- Finaliste de la Coupe MLS en 2020

### En sélection
États-Unis -17 ans
- Finaliste du championnat de la CONCACAF des moins de 17 ans en 2019